# Erwin Olaf
Erwin Olaf, pseudonimo di Erwin Olaf Springveld (Hilversum, 2 luglio 1959 – Groninga, 20 settembre 2023), è stato un fotografo olandese.
Olaf era famoso soprattutto per il suo lavoro commerciale e personale. Fu incaricato di fotografare campagne pubblicitarie per grandi aziende internazionali come Levi's, Microsoft e Nokia. Alcune delle sue serie fotografiche più famose includono "Grief", "Rain" e "Royal Blood". Mai rifuggito dalle controversie, il lavoro di Olaf era spesso audace e provocatorio.
Il suo lavoro ha ricevuto numerosi premi ed è stato esposto in tutto il mondo.
Olaf ha studiato giornalismo alla Scuola di giornalismo di Utrecht. Il suo lavoro è stato esposto in gallerie e musei di tutto il mondo, ad esempio da Wagner + Partner, Berlino; Galleria Flatlandia, Amsterdam; Galleria Hamilton, Londra; Galleria Magda Danysz, Parigi; Galleria Espacio Mínimo, Madrid; e molti altri.
Olaf ha disegnato le monete euro olandesi del 2014 con il ritratto del re Guglielmo Alessandro. Nel 2018 si è occupato dei ritratti ufficiali della famiglia reale olandese.
Era un sostenitore dei diritti dei gay. Nel 2012 ha organizzato un "kiss in" che ha visto la partecipazione di un centinaio di partecipanti dopo che il proprietario di uno snack bar aveva commentato sul fatto che Olaf baciava il suo compagno.
Olaf è morto il 20 settembre 2023, all'età di 64 anni, a causa di un enfisema, settimane dopo aver ricevuto un trapianto di polmone. A Olaf fu diagnosticato per la prima volta un enfisema nel 1996. Aveva predetto cosa gli avrebbe fatto la malattia nel terzo pannello della sua serie di autoritratti del 2009 I wish, I am, I will be. La Longfonds, l'organizzazione no-profit olandese per i malati di polmoni, ha definito molto coraggioso il fatto che fosse stato così aperto riguardo alla sua malattia.